# Metaporia leucodice
Metaporia leucodice är en fjärilsart som först beskrevs av Eduard Friedrich Eversmann 1843.  Metaporia leucodice ingår i släktet Metaporia och familjen vitfjärilar.
Artens utbredningsområde är Kazakstan. Inga underarter finns listade i Catalogue of Life.